# Cánh tay
 Trong giải phẫu người, cánh tay là một phần của chi trên giữa khớp ổ chảo - cánh tay (khớp vai) và khớp khuỷu. Về mặt giải phẫu, đai vai là nơi chứa xương và cơ, theo định nghĩa, là một phần của cánh tay. Thuật ngữ brachium trong tiếng Latinh có thể dùng cho toàn bộ cánh tay và cẳng tay hoặc chỉ dùng cho cánh tay.

## Giải phẫu học

### Xương

Xương chi trên, cùng với đai vai, tạo nên cánh tay người.

Xương cánh tay là một trong ba xương dài của cánh tay. Xương cánh tay gắn với xương vai ở khớp vai, xương trụ và xương quay ở khớp khuỷu. Khuỷu tay là một khớp bản lề khá phức tạp, nối đoạn xa xương cánh tay và đoạn gần của xương trụ và xương quay.

### Cơ
Cánh tay được phân chia bởi một lớp mạc (được gọi là mạc cánh tay) ngăn cách các cơ thành hai ô: ô cánh tay trước và ô cánh tay sau. Mạc hợp nhất với màng xương của xương cánh tay.
Ô cánh tay trước chứa ba cơ: cơ nhị đầu cánh tay, cơ cánh tay quay và cơ quạ - cánh tay. Tất cả đều được thần kinh cơ bì chi phối. Ô cánh tay sau chỉ chứa cơ tam đầu cánh tay, được thần kinh quay chi phối.

### Chi phối thần kinh

Chi phối bì chi trên bên phải.

Thần kinh cơ bì (từ C5, C6, C7) chi phối các cơ của ô cánh tay trước. Thần kinh có nguyên ủy từ bó ngoài đám rối thần kinh cánh tay. Thần kinh xuyên qua cơ quạ - cánh tay cho các nhánh chi phối vận động cho cơ này, cũng như cơ nhị đầu cánh tay, cơ cánh tay quay, và tận cùng là thần kinh bì cẳng tay ngoài.
Thần kinh quay (từ C5 đến T1) bắt nguồn từ sự tiếp nối của dây sau của đám rối cánh tay. Thần kinh này đi vào lỗ tam giác dưới (một lỗ tưởng tượng giới hạn bởi xương cánh tay và cơ tam đầu cánh tay) nằm sâu vào cơ tam đầu cánh tay. Tại đây, nó đi cùng với động mạch cánh tay sâu, nằm trong rãnh thần kinh quay của xương cánh tay. Trên lâm sàng, gãy thân xương cánh tay có thể khiến dây thần kinh bị tổn thương hoặc thậm chí là bị đứt.
Các dây thần kinh khác đi qua cánh tay nhưng không chi phối vùng này, bao gồm:
- Thần kinh giữa, nguồn gốc từ C5-T1, là một nhánh của bó ngoài và bó trong của đám rối cánh tay. Dây thần kinh này tiếp tục ở cánh tay, di chuyển trong một mặt phẳng giữa cơ nhị đầu và cơ tam đầu. Tại hố trụ, thần kinh này là chui vào cơ sấp tròn và là cấu trúc trung gian nhất trong hố. Dây thần kinh đi vào cẳng tay.
- Thần kinh trụ, nguồn gốc C8-T1, là nhánh tận của bó trong đám rối cánh tay. Thần kinh này đi trong cùng một mặt phẳng với thần kinh giữa, giữa cơ nhị đầu và cơ tam đầu. Ở khuỷu tay, thần kinh này di chuyển về phía sau đến mỏm trên lồi cầu trong xương cánh tay. Gãy lồi cầu có thể gây tổn thương thần kinh.

### Cung máu

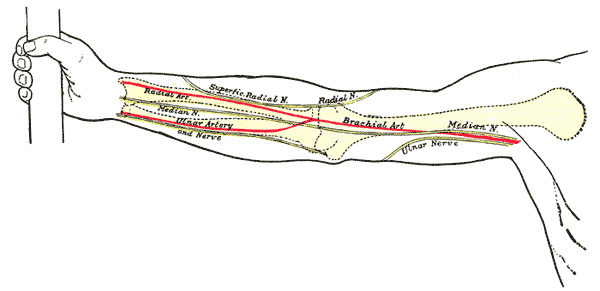
Các động mạch cánh tay.

Động mạch nuôi dưỡng chính là động mạch cánh tay, là tiếp nối của động mạch nách tại bờ dưới cơ tròn lớn. Động mạch cánh tay tạo ra một nhánh không quan trọng tên là động mạch cánh tay sâu. Sự phân nhánh này xảy ra ngay dưới bờ dưới cơ tròn lớn.
Động mạch cánh tay tiếp tục đến hố trụ trong ô cánh tay trước. Nó di chuyển trong một mặt phẳng giữa cơ nhị đầu và cơ tam đầu, giống thần kinh giữa và tĩnh mạch nền. Động mạch có tĩnh mạch đi kèm. Động mạch cánh tay cho các nhánh cung máu cho cơ ô cánh tay trước. Động mạch nằm ở giữa thần kinh giữa và gân của cơ nhị đầu trong hố trụ, rồi đi vào cẳng tay.
Động mạch cánh tay sau đi qua lỗ tam giác dưới cùng thần kinh quay và tùy hành với thần kinh này. Cả hai đều đi qua rãnh thần kinh quay của xương cánh tay. Do đó, gãy xương không chỉ dẫn đến tổn thương thần kinh quay mà còn gây tụ máu các cấu trúc bên trong của cánh tay. Sau đó, động mạch tiếp tục cho các nhánh thông với nhánh động mạch quặt ngược quay của động mạch cánh tay, cung cấp máu khuếch tán đến khớp khuỷu.

### Tĩnh mạch
Hai tĩnh mạch chính là tĩnh mạch nền và tĩnh mạch đầu. Có một tĩnh mạch kết nối giữa hai tĩnh mạch nêu trên, đó là tĩnh mạch trụ giữa. Tĩnh mạch này đi qua hố trụ, rất quan trọng về mặt lâm sàng vì là nơi để chọc tĩnh mạch (rút máu).
Tĩnh mạch nền di chuyển ở phía trong cánh tay và kết thúc ngang mức xương sườn VII.
Tĩnh mạch đầu di chuyển ở phía ngoài cánh tay đi qua tam giác cơ delta - ngực và kết thúc ở vị trí giống tĩnh mạch nách.

## Văn hoá
Trong Hindu giáo, Phật giáo và văn hóa Ai Cập, biểu tượng cánh tay được sử dụng để minh họa sức mạnh chủ quyền. Trong Hindu giáo, cánh tay các vị thần mang biểu tượng sức mạnh cụ thể. Người ta tin rằng càng nhiều tay, tính toàn năng của vị thần càng thể hiện mạnh mẽ.
Ở Tây Phi, người Bambara sử dụng cẳng tay để tượng trưng cho linh hồn, mối liên kết giữa Thiên Chúa và con người. 

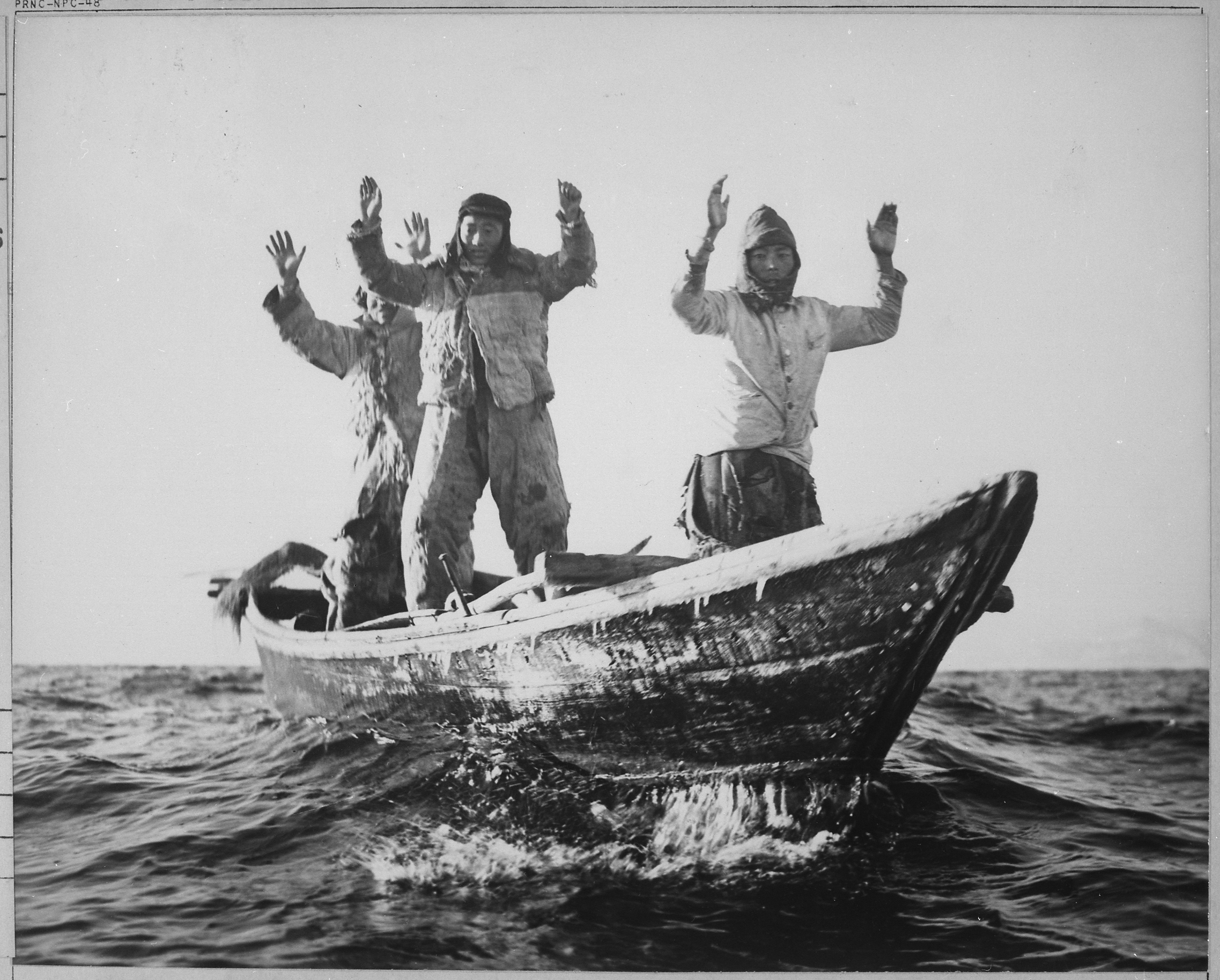
Ba người Bắc Triều Tiên đầu hàng bằng cách giơ hai tay

Việc giơ cả hai tay ra hiệu đầu hàng thể hiện sự kêu gọi lòng thương xót và công lý.

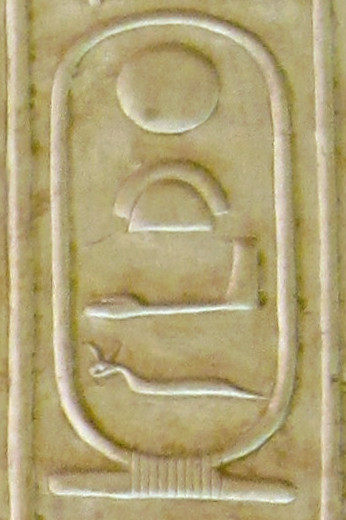
Ở bức chạm khắc này, cánh tay là một chữ cái trong chữ tượng hình

## Ý nghĩa lâm sàng
Hố trụ quan trọng lâm sàng trong việc lấy máu từ tĩnh mạch và đo huyết áp.
Có thể lấy tĩnh mạch trên cánh tay khi cần mạch để phẫu thuật bắc cầu động mạch vành.

## Hình ảnh bổ sung

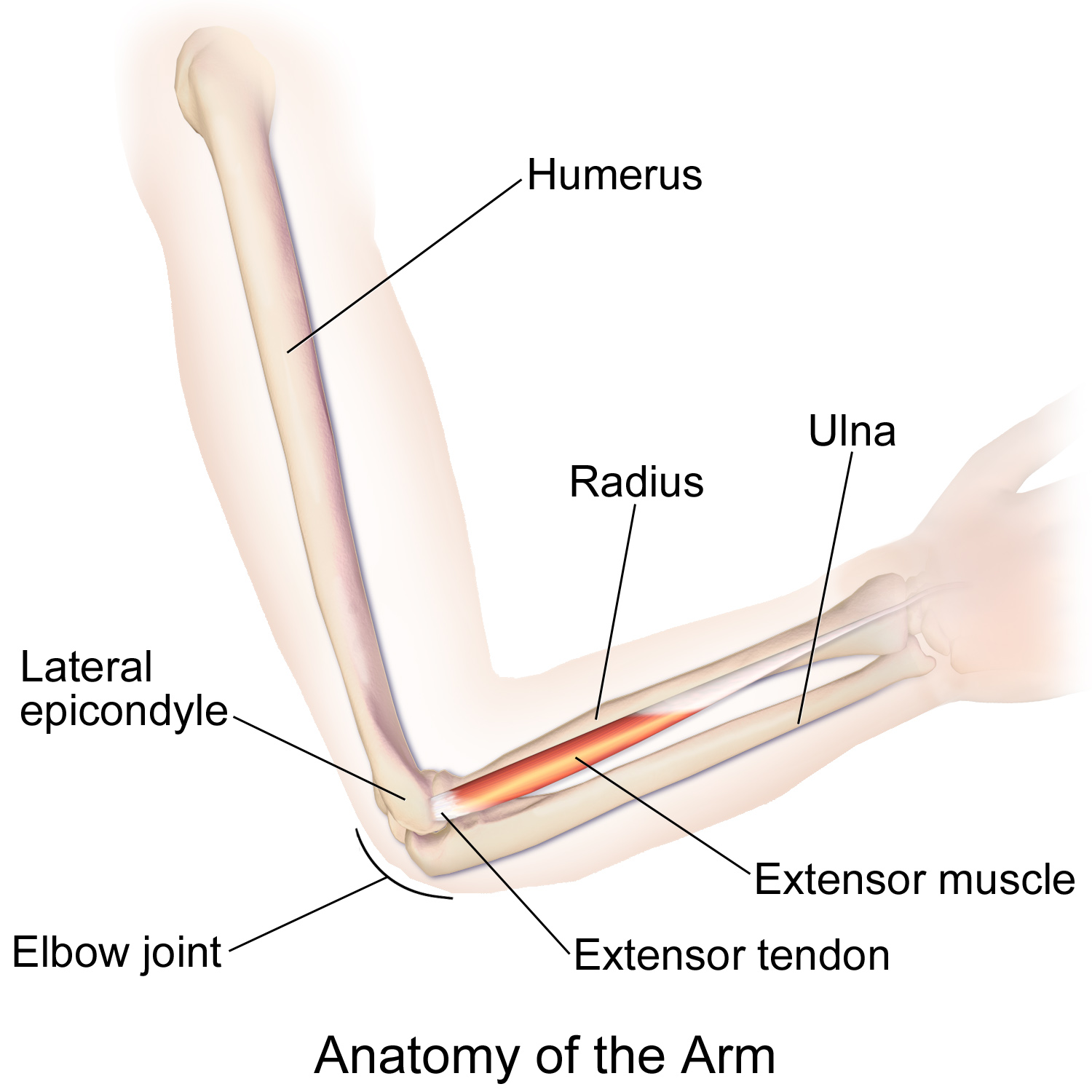
Giải phẫu tổng thể của cánh tay và khuỷu tay.